# 오이강

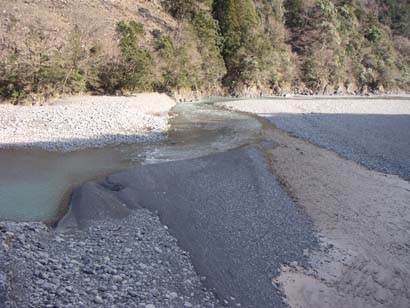
오이강

오이강(大井川, おおいがわ)은 일본 시즈오카현의 강이다.
아카이시산맥(미나미알프스) 남부 시즈오카현, 나가노현, 야마나시현의 경계에 있는 아이노다케산에서 발원하여, 아카이시산맥과 시라네산맥 사이를 남하, 시즈오카현 야이즈시(옛 오이가와촌)와 하이바라군 요시다정의 사이에서 스루가만으로 흘러든다.